# Itzhak Gilboa
Itzhak Gilboa, né en 1963 à Tel Aviv, est un économiste et professeur d'économie israélien. Après des études de mathématiques et d'économie à l'université de Tel Aviv, il obtient un doctorat ès sciences économiques en 1987. Il entame par la suite une carrière d'universitaire, tout d'abord à la Kellogg School of Management, l'école de commerce de l'Université Northwestern avant d'enseigner à l'université de Pennsylvanie puis à l'Université de Boston. En parallèle, il enseigne également à Tel Aviv dans son université d'origine, à la Eitan Berglas School of Economics. En 2001, il devient professeur titulaire à l'Université Yale, et en 2007, il rejoint le groupe HEC Paris.
Ses principaux domaines de compétence sont la microéconomie, la psychologie de la prise de décision, la théorie des probabilités, la statistique, la théorie de la décision ainsi que la théorie des jeux. Il enseigne à tous les niveaux, en formation fondamentale (undergraduate) comme en MBA et en préparation de doctorats.

## Recherche et publications
- I. Gilboa, Decision Theory under Uncertainty (Econometric Society Monographs)  (ISBN 0521741238)
- I. Gilboa, Uncertainty in Economic Theory
- I. Gilboa, A Theory of Case-Based Decisions  (ISBN 0521003113)